# Ярковська волость
Ярковська волость — історична адміністративно-територіальна одиниця Новохоперського повіту Воронізької губернії з центром у слободі Танцирей.
Станом на 1880 рік складалася 28 поселень, 30 сільських громад. Населення — 10 607 осіб (5194 чоловічої статі та 5413 — жіночої), 1394 дворових господарств.
|                     | Площа, десятин | У тому числі орної, дес. |
| ------------------- | -------------- | ------------------------ |
| Сільських громад    | 15948          | 11970                    |
| Приватної власності | 16038          | 10392                    |
| Казеної власності   | 3298           | 3017                     |
| Іншої власності     | 472            | 466                      |
| Загалом             | 35756          | 25845                    |

Поселення волості на 1880 рік:
- Ярки — колишнє державне село при річці Єлань за 57 верст від повітового міста, 1696 осіб, 192 двори, православна церква, поштова станція, лавка. За 2 версти — паровий млин.
- Артюшкіно — колишнє державне село при річці Такай, 592 особи, 88 дворів, православна церква, щорічний ярмарок.
- Вязовка (Верх-Вязовка) — колишнє державне село при річці Такай, 694 особи, 98 дворів, православна церква.
- Знаменське (Богохранімовське) — колишнє власницьке село при річці Єлань, 445 осіб, 87 дворів, православна церква, лавка, цегельний завод.
- Підгорне — колишнє державне село при річці Єлань, 2214 осіб, 244 двори, православна церква, лавка, 10 вітряних млинів.
- Рамоння — колишнє державне село, 2500 осіб, 329 дворів, православна церква, 5 лавок, базари по неділях, 4 ярмарки на рік.

За даними 1900 року у волості налічувалось 85 поселень із переважно російським населенням.